# Coppa Italia Primavera 1983-1984
La Coppa Italia Primavera 1983-1984 è stata la dodicesima edizione del torneo riservato alle squadre giovanili iscritte al Campionato Primavera. Il detentore del trofeo era il Torino.
La vittoria finale è andata al Torino per la seconda volta, peraltro consecutiva, nella sua storia.